# Marisol (Charneca de Caparica)
A Marisol (lê-se: Mar e Sol) é uma localidade na margem sul do rio Tejo, mais propriamente na freguesia da Charneca da Caparica, Município de Almada e Distrito de Setúbal.

## Envolvente
Na sua envolvente, a oeste, ficam as praias da Costa de Caparica, as praias da Fonte da Telha e a Mata Nacional dos Medos. A sul fica a Aroeira e o seu campo de golfe e a Verdizela. A leste fica Belverde e a Norte situa-se Valadares e Quinta da Queimada.
Situa-se nesta localidade a sede da Associação Almadense Rumo ao Futuro (A.A.R.F.)

## Ensino
É servida pela Escola Básica Integrada da Charneca de Caparica e pelo Colégio do Vale.

## Transportes
Marisol é unicamente servida pela Carris Metropolitana, que opera as seguintes linhas na localidade: